# Quercus gemelliflora
Quercus gemelliflora Blume – gatunek roślin z rodziny bukowatych (Fagaceae Dumort.). Występuje naturalnie w Malezji oraz Indonezji. 

## Morfologia
PokrójZimozielone drzewo dorastające do 30 m wysokości. Pień wyposażony jest w korzenie podporowe.
LiścieBlaszka liściowa jest nieco skórzasta i ma podługowato eliptyczny lub eliptycznie lancetowaty kształt. Mierzy 5,8–14 cm długości oraz 2,5–5,8 cm szerokości, jest ząbkowana na brzegu, ma ostrokątną nasadę i ostry wierzchołek. Ogonek liściowy jest nagi i ma 12–17 mm długości.
OwoceOrzechy zwane żołędziami o podługowatym kształcie, dorastają do 25 mm średnicy. Osadzone są pojedynczo w miseczkach w kształcie kubka.

## Biologia i ekologia
Rośnie w lasach. Występuje na wysokości do 1500 m n.p.m.